# Sadahiro Takahashi
Sadahiro Takahashi (jap. 高橋 貞洋 Takahashi Sadahiro; ur. 7 października 1959) – japoński piłkarz.

## Kariera klubowa
Od 1982 do 1988 roku występował w klubie Fujita Industries.

## Kariera reprezentacyjna
W 1979 roku Sadahiro Takahashi zagrał na Mistrzostwach Świata U-20.